# Walter Van Renterghem
Walter Van Renterghem, född 26 mars 1944, är en friidrottare från Belgien. Han deltog vid olympiska sommarspelen 1972.